# Zeugophora buonloicus
Zeugophora buonloicus es una especie de coleóptero de la familia Megalopodidae.

## Distribución geográfica
Habita en Vietnam.